# Txiki Begiristain
Aitor Begiristain Mujika (* 12. August 1964 in Olaberria, Provinz Gipuzkoa), Spitzname Txiki, ist ein ehemaliger spanischer Fußballspieler (Flügelstürmer) und Sportfunktionär.

## Spielerkarriere

### Verein
Der Baske Begiristain begann seine Karriere 1982 beim Erstligisten Real Sociedad aus San Sebastián. Höhepunkt seiner dortigen Karriere war der Pokalsieg 1987. Bis 1988 hatte er 187 Spiele bestritten, ehe er nach der Fußball-Europameisterschaft 1988 zum FC Barcelona wechselte. Mit diesem Verein gewann er vier Meisterschaften, einmal den Europapokal der Landesmeister, einmal den Europapokal der Pokalsieger, einmal den UEFA Super Cup und einmal die Copa del Rey.
1995 wechselte er nach 223 Spielen und 63 Toren zu Deportivo La Coruña. Hier holte er einen Titel, nämlich die Supercopa de España. Dieser Titel war sein letzter in Spanien, denn er wechselte 1997 nach Japan zu den Urawa Red Diamonds. Nach 61 Erstligaspielen in der J. League beendete er 1999 seine aktive Karriere.

### Nationalmannschaft
Begiristain nahm mit der Nationalelf an der Fußball-Europameisterschaft 1988 in Deutschland und der Fußball-Weltmeisterschaft 1994 in den USA teil. Bei der EM schied Spanien bereits in der Vorrunde aus, sechs Jahre danach bei der WM erst im Viertelfinale gegen den späteren Finalteilnehmer Italien.

### Erfolge
- Europapokal der Landesmeister: 1992
- Europapokal der Pokalsieger: 1989
- UEFA Super Cup: 1992
- Spanische Meisterschaft: 1991, 1992, 1993, 1994
- Spanischer Pokal: 1987, 1990
- Spanischer Superpokal: 1982, 1991, 1992, 1995
- Teilnahme an einer Weltmeisterschaft: 1994 (1 Einsatz/1 Tor)
- Teilnahme an einer Europameisterschaft: 1988 (1 Einsatz/1 Tor)

## Karriere als Sportdirektor
Nach dem Karriereende als Aktiver begann Begiristain seine Karriere als Sportdirektor 2003 beim FC Barcelona. Im Sommer 2010 wurde er von Andoni Zubizarreta abgelöst.
Am 28. Oktober 2012 wurde er Sportdirektor bei Manchester City.